# Горизонт событий (альбом)
«Горизонт событий» — десятый студийный альбом российской рок-группы «Би-2», вышедший в 2017 году.

## Об альбоме
Альбом был выпущен 29 сентября 2017 года с помощью краудфандингового портала Planeta.ru и издан на лейбле «Мистерия звука».
Первый сингл с альбома «Лайки» был выпущен 2 сентября 2016 года. В релиз вошли одноименные песня и видео, а также композиция «Алиса» (памяти А. Ротаня). Подписчикам группы «ВКонтакте» сингл был отправлен лично — в день премьеры личное сообщение с синглом получили более 750 тысяч поклонников. В течение выходных после релиза клип «Лайки» был просмотрен свыше 230 тыс. раз и набрал более 46 тыс. отметок «Мне нравится».
В марте 2017 года группа объявила название нового альбома — «Горизонт событий».
Шура Би-2: 
Я даже не помню, откуда пришло это название. Оно появилось ещё год назад, когда вся эта история проявилась. Может быть, после какого-то кинофильма, но как-то сама эта история мне очень понравилась. Есть два понятия горизонта событий: одно имеет отношение к сингулярности космоса, другое, негативное — к психологии. Если вы «прогуглите», вы поймёте. Позитивный элемент — это точка, где замирает время. И вот он нам очень понравился.
15 мая «Би-2» представили новый сингл «Лётчик», включающий в себя одноименную песню и видео. Съёмки клипа, главную роль в котором исполнил Лёва Би-2, проходили в Испании. Режиссёром стал Игорь Шмелёв, ранее снявший для группы видео «Компромисс» и «Птица на подоконнике». За один день с момента релиза клип «Лётчик» собрал миллион просмотров в социальной сети «ВКонтакте».
Помимо видео и песни «Лётчик» «Би-2» выпустили и одноименный EP, в который вошли 3 композиции: композиция «Лётчик», ремикс на неё от Max Khmara и записанный «Би-2» с Глебом Самойловым кавер на трек «ХалиГалиКришна» группы «Агата Кристи».
Шура Би-2: 
Этот трек для нас один из самых важных на пластинке. Когда он появился, мы стали понимать, что нам нужен другой звук, другой саунд. Мы больше года работали над «Лётчиком», пока не добились того результата, который уже сейчас можно услышать. Этот трек задает настроение всему альбому. И по звуку, и по внутреннему содержанию. 
29 июня стартовала краудфандинг-акция по сбору средств на выпуск новой пластинки. Заявленная цель кампании — 3 333 333 рубля, что является рекордом среди запущенных проектов Би-2 на портале. Проект завершился 14 октября 2017 года, набрав 105 % от заявленной суммы.
8 сентября вышел третий сингл с альбома «Виски», записанный с американским музыкантом Джоном Грантом. На песню также было снято видео, жанр которого участники группы определили как «борщевой хоррор».
Тур в поддержку альбома стартовал в начале октября 2017 года. Презентация альбома в Москве состоялась 25 ноября, а 2 декабря — в Санкт-Петербурге. В двух столичных концертах принял участие специальный гость — Джон Грант.
Альбом имеет бонусную часть, включающую в себя три кавера, песню «Иначе», записанную с Джоном Грантом, а также композицию «Птица на подоконнике», написанную на стихотворение Ильи Кормильцева для трибьют-проекта «Иллюминатор». В записи приняли участие многие отечественные рок-звезды, среди которых Диана Арбенина, Настя Полева, Владимир Шахрин и Найк Борзов.

## Список композиций
| №                   | Название                                     | Длительность |
| ------------------- | -------------------------------------------- | ------------ |
| 1.                  | «Лётчик»                                     | 5:51         |
| 2.                  | «Чёрное солнце»                              | 4:49         |
| 3.                  | «Тема века»                                  | 3:38         |
| 4.                  | «Детство»                                    | 3:14         |
| 5.                  | «Философский камень»                         | 4:46         |
| 6.                  | «Лайки»                                      | 3:31         |
| 7.                  | «Виски» (feat. Джон Грант)                   | 3:17         |
| 8.                  | «Пора возвращаться домой» (feat. Oxxxymiron) | 4:48         |
| 9.                  | «Пофигу»                                     | 3:21         |
| 10.                 | «Алиса»                                      | 3:41         |
| 11.                 | «Родина»                                     | 5:26         |
| Общая длительность: | Общая длительность:                          | 46:11        |

| №                   | Название | Длительность |
| ------------------- | --- | ------------ |
| 12.                 | «ХалиГалиКришна» (feat. Глеб Самойлов)                                                                                | 4:06         |
| 13.                 | «Хороводная» (feat. В. Сологуб & Mana Island)                                                                         | 4:04         |
| 14.                 | «Иначе» (feat. John Grant)                                                                                            | 4:07         |
| 15.                 | «Дебют» (feat. О. Нестеров)                                                                                           | 6:08         |
| 16.                 | «Птица на подоконнике» (feat. Д. Арбенина, В. Шахрин, Н. Полева, Н. Борзов, А. Могилевский, М. Тотибадзе, М. Карасёв) | 5:26         |
| Общая длительность: | Общая длительность:                                                                                                   | 70:08        |

## Участники записи
- Лёва Би-2 — вокал, аранжировки;
- Шура Би-2 — гитары, вокал;
- Андрей «Звонок» Звонков — гитары;
- Максим «Лакмус» Андрющенко — бас-гитара;
- Борис Лифшиц — ударные, перкуссия;
- Ян Николенко — клавишные, флейта, бэк-вокал, перкуссия;

Приглашенные музыканты
- Е. Кауфман — вокал (6);
- John Grant — вокал (7, 14);
- Oxxxymiron — вокал (8) (recorded by Porchy, Barcelona);
- Глеб Самойлов — вокал (12);
- В. Сологуб — вокал (13);
- Олег Нестеров — вокал (15);
- Диана Арбенина — вокал (16);
- Владимир Шахрин — вокал (16);
- Найк Борзов — вокал (16);
- Настя Полева — вокал (16);
- М. Тотибадзе — вокал (16);
- А. Белый — клавишные, аранжировки (1-11);
- D. Cespedes — аранжировки (1-3, 5, 11);
- Mana Island — аранжировки (13);
- О. Чехов — аранжировки (12, 15), back vocal (15);
- C. Гаврилов — аранжировки (11);
- М. Карасёв — гитара, аранжировки (14, 16);
- Д. Юровский — акустические эффекты;
- А. Давидянц — бас (2, 7);
- А. Севидов — рояль;
- А. Могилевский, К. Горшков — саксофон;
- Д. Невлер — гитара;
- Е. Писак — гитара;
- М. Смирнов — аккордеон;
- С. Серов — тромбон;
- А. Батыченко — труба;
- А. Рухадзе, К. Казначеев, О. Ванидовский — скрипки;
- Д. Калинский, М. Звонников — виолончели;

«Родина»:
Prague Metropolitan Symphonic orchestra
&
No comments orchestra
под управлением Игоря Разумовского:
- А. Крылов — бас-кларнет;
- И. Васильев — фагот;
- Г. Вартанов — труба;
- Д. Освер — гобой;
- А. Плисковский — флейта;
- Ф. Корольков — валторна;
- Д. Дмитриева, С. Винокуров, М. Танцова, Р. Викулов — скрипки;
- С. Яровой, А. Есина — альты;
- Е. Земскова, С. Фомин — виолончели;

Все песни: Лёва Би-2 + Шура Би-2 + Ян Николенко
- «Пора возвращаться домой»: слова — Лёва Би-2, Ян Николенко, Мирон Фёдоров;
- «Алиса», «Иначе»: слова/музыка — Михаил Карасёв;
- «ХалиГалиКришна»: слова/музыка — Глеб Самойлов;
- «Хороводная»: слова/музыка — «Странные игры»;
- «Дебют»: текст — Иосиф Бродский; музыка — Олег Нестеров;
- «Птица на подоконнике»: стихи — Илья Кормильцев; музыка — Михаил Карасёв;

## Видеоклипы
- «Лайки» (2016)
- «Птица на подоконнике» (2016)
- «Алиса» (2017)
- «Лётчик» (2017)
- «Виски» (2017)
- «Пора возвращаться домой» (lyric video; 2017)
- «Черное солнце» (2018)
- «Философский камень» (2019)
- «Иначе» (2020)

Все видео сняты режиссёром Игорем Шмелёвым, за исключением клипов «Алиса» (Яна Скопина), «Иначе» (Ева Басс) и lyric-video «Пора возвращаться домой» (Alexey Rubischev)